# José María Barreda
José María Barreda Fontes (Ciudad Real, 4 de febrero de 1953) es un político español, presidente de la Junta de Comunidades de Castilla-La Mancha entre 2004 y 2011. Posteriormente, desempeñó el cargo de profesor titular de historia contemporánea en la Facultad de Letras del Campus de Ciudad Real de la Universidad de Castilla-La Mancha hasta el 2021, año en el cual se jubiló. En la actualidad, es presidente de la asociación cultural Club Siglo XXI. 

## Biografía
De un lado, nieto del conde de La Cañada con Grandeza de España y de otro biznieto de la marquesa de Casa Treviño y Gotor. A su vez, nieto del poeta, periodista y político cántabro Luis Barreda y de la heredera del marquesado de Treviño Gotor, María de la Concepción Treviño, hermana del titular; su madre era hija única de Ramón Fontes, hija esta última del conde de La Cañada, y su tatarabuelo por parte de madre fue regidor de Villanueva de los Infantes en el siglo XIX. Contrajo matrimonio el 18 de septiembre de 1976 con su compañera de facultad Clementina Díez de Baldeón García, con quien ha tenido dos hijos.
Doctor en Geografía e Historia por la Universidad Complutense de Madrid, licenciado en Filosofía y Letras. Becario del Consejo Superior de Investigaciones Científicas. Profesor titular de Historia Contemporánea de la Universidad de Castilla-La Mancha.
También miembro de la Comisión Ejecutiva Federal del PSOE desde el XXXV Congreso de dicho partido (2000).
Su primer cargo político lo ocupó en Ciudad Real, donde fue concejal en 1983. Diputado autonómico por Ciudad Real desde la II Legislatura a la VI.
En las elecciones autonómicas del 22 de mayo de 2011, perdió ante María Dolores de Cospedal, candidata del Partido Popular a la presidencia de la Junta de Comunidades de Castilla-La Mancha, obteniendo un escaño menos que los populares en las Cortes de Castilla-La Mancha.

### Primeros pasos en la política regional
Durante el período en el que fue Consejero de Educación y Cultura de la JCCM, puso en marcha la universidad regional e inició la Red de Bibliotecas, Casas de Cultura, Teatros y Auditorios y organizó la transformación del Alcázar de Toledo en la Biblioteca de Castilla-La Mancha, que se ha convertido en la segunda de España en fondos.[cita requerida]
En 1988 fue nombrado por José Bono consejero de Relaciones Institucionales, consejería que compaginó con la vicepresidencia de la Junta de Comunidades entre 1988 y 1989. Las Cortes de Castilla-La Mancha le designaron como senador en 1989, cargo que ocuparía hasta 1991.

### Presidente de las Cortes de Castilla-La Mancha (1991-1997)
Durante la III Legislatura, José María Barreda, fue presidente de las Cortes de Castilla-La Mancha, cargo para el que resultaría reelegido en la IV Legislatura. Dimitió de este cargo al ser elegido secretario general del PSOE de Castilla-La Mancha. Durante su presidencia en las Cortes, impulsó la reforma del Estatuto de Autonomía y del reglamento de la cámara. Entre 1997 y 1999, ya como secretario general del PSOE de Castilla-La Mancha, permanece en el parlamente autonómico como presidente del Grupo Socialista.

### Vicepresidente de Castilla-La Mancha (1999-2004)
En 1999, tras la nueva victoria de José Bono en las elecciones autonómicas, volvió a ocupar la vicepresidencia de Castilla-La Mancha, cargo en el que es confirmado tras las elecciones autonómicas de 2003, y en el que permanece hasta abril de 2004.

### Presidente de Castilla-La Mancha (2004-2011)

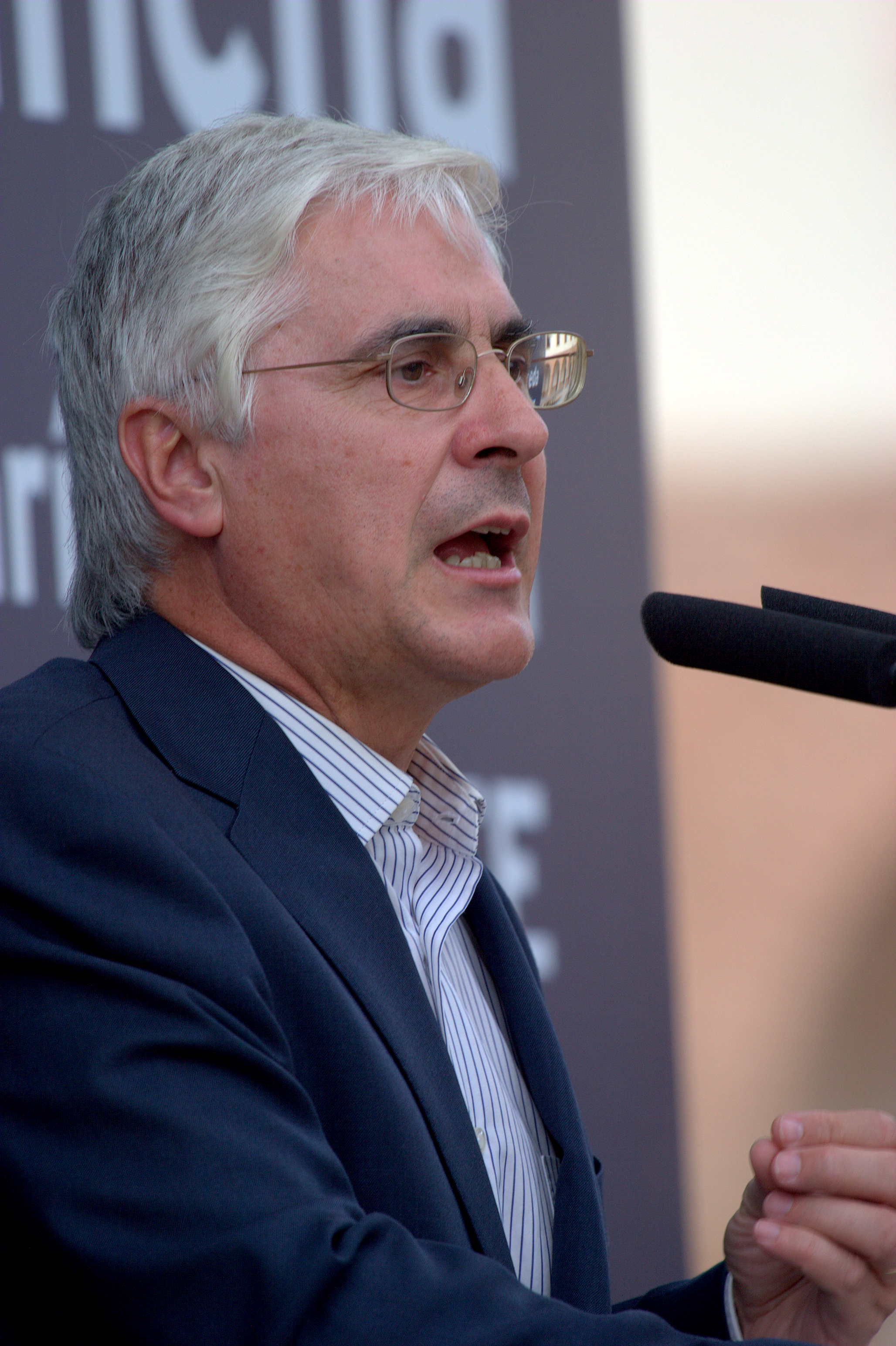
Fotografiado en 2007

En abril de 2004, el entonces presidente de la región José Bono es nombrado ministro de Defensa, por lo que Barreda es designado presidente de la comunidad autónoma de Castilla-La Mancha con el voto a favor de los 29 diputados socialistas en las Cortes de Castilla-La Mancha, frente a 18 en contra del Partido Popular. 
En las elecciones del 27 de mayo de 2007, Barreda revalidó su mandato con mayoría absoluta, obteniendo 26 parlamentarios frente a 21 de la oposición, siendo investido presidente de la Junta de Comunidades por segunda vez. En 2008 y 2010 realizó sendas remodelaciones de su gobierno, habiendo empezado la legislatura con 14 consejeros y quedando finalmente en 7. 
Impulsor del IV Centenario del Quijote, la conmemoración de dicho suceso supuso un elemento dinamizador de la cultura y del turismo en Castilla-La Mancha, creando la "Ruta de Don Quijote".
Volvió a concurrir como candidato del PSOE a las elecciones autonómicas del 22 de mayo de 2011, perdiendo ante María Dolores de Cospedal, del PP, que obtuvo la mayoría absoluta de las Cortes de Castilla-La Mancha.

### Diputado en el Congreso (2011-2019)
Encabezó la candidatura del PSOE por Ciudad Real en las elecciones generales del 20 de noviembre de 2011, obteniendo 2 diputados frente a 3 del PP. El 13 de diciembre de 2011 tomó posesión de su escaño, que mantuvo hasta 2019.

## Publicaciones
Autor de varios libros y numerosos artículos, entre los que destacan Caciques y electores (1983) e Ilustración y reforma en La Mancha (1981).

## Cargos desempeñados
- Concejal en el Ayuntamiento de Ciudad Real (1983)
- Consejero de Educación y Cultura de Castilla-La Mancha (1983-1987)
- Diputado por Ciudad Real en las Cortes de Castilla-La Mancha (1987-2007)
- Consejero de Relaciones Institucionales de Castilla-La Mancha (1987-1988)
- Vicepresidente de Castilla-La Mancha (1988-1989)
- Senador designado por las Cortes de Castilla-La Mancha (1989-1991)
- Presidente de las Cortes de Castilla-La Mancha (1991-1997)
- Secretario general del PSOE de Castilla-La Mancha (1997-2012)
- Presidente del Grupo Socialista en las Cortes de Castilla-La Mancha (1997-1999)
- Vicepresidente de la Junta de Comunidades de Castilla-La Mancha (1999-2004)
- Presidente de la Junta de Comunidades de Castilla-La Mancha (2004-2011)
- Diputado por Toledo en las Cortes de Castilla-La Mancha (2007-2011)
- Coordinador del Consejo Territorial del PSOE (desde 2008)
- Presidente del Grupo Socialista en las Cortes de Castilla-La Mancha (2011-2012)
- Diputado por Ciudad Real en el Congreso de los Diputados (Desde 2011)